# Union Remich/Bous
Union Remich/Bous ist ein luxemburgischer Fußballverein aus der Gemeinde Remich.

## Geschichte
Union Remich/Bous wurde 2010 als Zusammenschluss der Vereine AS Remich und US Bous gegründet. Beide spielten zu diesem Zeitpunkt viertklassig in der 2. Division. In der Saison 2014/15 stieg man als Meister der 1. Division – 2. Bezirk erstmals in die Ehrenpromotion auf. Nach dem sofortigen Abstieg konnte der Verein auch 2016/17 nicht die Klasse halten und stieg nochmals in die viertklassige 2. Division ab, nachdem man das Relegationsspiel gegen AS Luxemburg/Porto mit 0:1 verlor.

## Stadion
Der Verein trägt seine Heimspiele im Stade Op der Millen in Remich aus. Es hat eine Kapazität von 1.000 Stehplätzen und verfügt über keinerlei Ausbau.

## Vorgängervereine

### AS Remich
Der Verein wurde 1931 gegründet und spielte insgesamt sieben Jahre in der Ehrenpromotion, zuletzt 1988/89. Der größte Erfolg im Pokal, der Coupe de Luxembourg, war das Erreichen des Viertelfinals, das man zuhause gegen Sporting Mertzig mit 4:5 n. E. verlor.

### US Bous
Der Verein wurde 1934 gegründet und spielte bis auf die Saison 2008/09, als man in die drittklassige 1. Division aufstieg, immer in den untersten Ligen des Landes.